# Voitto Hellsten
Voitto Hellsten   (Pertteli, 15 de febrer de 1932 - Turku, 7 de desembre de 1998) va ser un atleta finlandès, especialista en curses de velocitat, que va competir durant la dècada de 1950. Un cop retirat exercí de polític.
Durant la seva carrera va prendre part en tres edicions dels Jocs Olímpics d'Estiu. El 1952, a Hèlsinki, va disputar tres proves del programa d'atletisme. En totes quedà eliminat en sèries. Quatre anys més tard, als Jocs de Melbourne, guanyà la medalla de bronze en la cursa dels 400 metres del programa d'atletisme, mentre en l'4x400 metres relleus quedà eliminat en sèries. El 1960, a Roma, disputà els seus tercers i darrers Jocs. Disputà dues proves del programa d'atletisme, en què quedà eliminat en sèries.
En el seu palmarès també destaquen dues medalles al Campionat d'Europa d'atletisme de 1954. De plata en els 400 metres, rere Ardalion Ignatyev, i de bronze en els 4x400 metres, formant equip amb Raimo Graeffe, Ossi Mildh i Rolf Back. Guanyà disset campionats nacionals: tres dels 100 metres (1952, 1953 i 1954), cinc dels 200 metres (1952, 1954, 1955, 1956 i 1957), quatre dels 400 metres (1955, 1956, 1957 i 1958) i cinc de relleus. Durant la seva carrera millorà nombrosos rècords nacionals.
De 1962 a 1970 va ser membre de l'Eduskunta, el parlament finlandès, en representació del Partit Socialdemòcrata.

## Millors marques
- 100 metres. 10.6" (1955)
- 200 metres. 21.3" (1956)
- 400 metres. 46.2" (1956)[2]